# اچ‌ام‌اس فالکون (۱۸۹۹)
اچ‌ام‌اس فالکون (۱۸۹۹) (به انگلیسی: HMS Falcon (1899)) یک کشتی بود که طول آن ۲۱۵ فوت ۶ اینچ (۶۵٫۶۸ متر) بود. این کشتی در سال ۱۸۹۹ ساخته شد.